# حورة (المدينة المنورة)
حورة: بفتح الحاء المهملة، وسكون الواو، وادٍ من أودية الأشعر بجهة الفقرة ,تلقاء حزرة، ما بين حزرة والفرع، وهي حورتان.
- وقال البلادی ورأيت بعض المتأخرى ن من الباحثين والمحققين خلطوا بين حزرة وحورة.
- وقال السيوطي: وهي حورتان اليمانية والشمالية، ويعرفان حورة وحويرة، بجهة الفقرة، وباليمانية، وهي حورة وادٍ يقال له: (ذو الهدى)، لأن شداد بن أمية الذهلي قدم على النبي صلى الله عليه وسلم بعسل شارة منه، فقال له: (من أين شريته)؟ فقال له: من وادٍ يقال له ذو الضلالة، فقال: (لا بل الهدى).[2]
- قال الأحوص: